# Magdalena Juříková
Magdalena Juříková (* 1956, Žilina) je česká historička umění, kurátorka, fotografka, která působí též jako publicistka, kritička a ředitelka Galerie hlavního města Prahy. Zabývá se hlavně českým uměním 20. století a současným uměním, zejména skulpturou a plastikou.

## Profesní život
Magdalena Juříková vystudovala v letech 1975–1981 dějiny umění na Filozofické fakultě Univerzity Jana Evangelisty Purkyně v Brně. Po absolutoriu nastoupila jako odborná asistentka ve Sbírce moderního sochařství Národní galerie v Praze, kde působila do roku 1986, kdy odešla na mateřskou dovolenou. Do Národní galerie se vrátila na pozici vedoucí sbírky sochařství v sekci Sbírky moderního a současného umění a setrvala zde do roku 1996.
V následujícím roce působila jako konzultantka a tajemnice pro pořizování uměleckých děl v rámci vznikající sbírky Komerční banky. Její akvizice se týkaly tvorby střední, mladší a nejmladší generace. Krátce působila jako art konzultantka ve firmě Ranný Architect a jako ředitelka Sbírky sochařství v Národní galerii. V roce 1999 se stala ředitelkou Nadačního fondu Galerie Zlatá husa. Od roku 2012 působí jako ředitelka Galerie hlavního města Prahy.
Magdalena Juříková je spoluzakladatelkou projektu Hapestetika, který spojuje odbornou i laickou veřejnost a zaměřuje se na zpřístupnění umění lidem se zrakovým postižením. Věnují se hlavně pořádání výstav hmatového umění a zároveň poskytují poradenství a vzdělávání muzeím, galeriím a uměleckým školám pro práci s takto handicapovanými lidmi. Pravidelně píše články a recenze – dříve například pro Ateliér, Lidové noviny nebo Kámen. V současnosti přispívá do časopisů Art & Antiques a Revolver Revue.

## Publikace
- Zdeněk Pešánek. 1896 – 1965 , autoři textů: Jaroslav Anděl, Vít Havránek, Magdalena Juříková, Rostislav Švácha, a ed. Jiří Zemánek: Praha: Národní galerie v Praze, Gema Art, 1997
- Tono Stano / Magdalena Juříková 1st ed. Prague: Torst, c2005, 123 s.[1]
- Jan Ságl / Magdalena Juříková 1st ed. Prague: Torst, 2009, 133 s.[1]

## Kurátorka
- 1981–88 neoficiální umělecké sympozium v opukovém lomu v Přední Kopanině
- 1987 Roman Havlík: Grafika, Jana Skalická: Grafické objekty (Kulturní matiné), Junior klub Na chmelnici, Praha, 2. - 5. červenec 1987
- 1989 Mezinárodní umělecké sympozium v Hořicích
- 1991 Karel Nepraš: Kresby, grafika, ilustrace, kreslený humor a drobná plastika, Malá galerie sbírky moderního sochařství na Zbraslavi
- 1993 František Skála, Bienále v Benátkách
- 1995 Tony Cragg, Valdštejnská jízdárna, Praha
- 1996 Pavel Opočenský: Zasvěcení hmotou, Dům umění města Brna, Brno
- 1996 Pavel Opočenský: Hmota díry, Výstavní síň Sokolská 26, Ostrava
- 1997 Pavel Opočenský: Zasvěcení hmotou, Galerie Nová síň, Praha
- 1997 Markus Döhne a Josef Schnobl: Tod sicher, Galerie Václava Špály, Praha
- 2000–2002 sochařské sympozium Kameny a hvězdy v areálu hvězdárny v Ondřejově
- 2004 Šedesátá – ze sbírek Galerie Zlatá husa, Dům umění města Brna, Brno
- 2007 Fantomy a atomy: České umění 1938–58 ze sbírky Galerie Zlatá husa, Dům U Zlatého prstenu, Praha
- 2007–2008 Šedesátá – kolekce obrazů z let 1959–1972 ze sbírky Vladimíra Železného, Chodovská tvrz, Praha
- 2015 Brno Art Open – Sochy v ulicích
- 2023 Jaroslav Beneš: Ex Urbi, 13. červen - 15. říjen 2023, Galerie hlavního města Prahy, Dům fotografie, Praha[5]